# Ælfwald dell'Anglia orientale
Ælfwald (... – 749) fu re dell'Anglia orientale dal 713 fino alla morte.
Ælfwald fu figlio di Ealdwulf dell'Anglia orientale e divenne re dell'Anglia orientale alla morte del padre, ovvero a partire dal 713 circa fino al 749.
Sebbene il suo regno, durato trentasei anni, sia risultato più breve di quello di suo padre, durato quarantanove anni, fu tuttavia quasi altrettanto proficuo per la sua storia. I periodi di regno di questi due sovrani, con scarse tracce di conflitti esterni e di lotte intestine, rappresentano un periodo di relativa stabilità senza precedenti nella storia dell'Anglia orientale. Sotto il regno di Ælfwald, probabilmente, ciò fu frutto soprattutto del suo rapporto amichevole ancorché subordinato verso Æthelbald di Mercia, e della prosperità apportata dall'apertura commerciale con le regioni del Reno e con Ipswich, oltre che dalla natura corretta e chiara con cui furono regolati gli affari ecclesiastici.

## L'ascesa al trono di Ælfwald
Al momento dell'ascesa al trono di Ælfwald, Wihtred regnava nel Kent, Ine nel Wessex, e Ceolred nel Regno di Mercia. La sorella di Ælfwald, Ecgburgh, era una badessa (probabilmente presso Repton, nel Derbyshire) e per questo motivo l'educazione di Ælfwald deve essere stata improntata secondo i dettami del Cristianesimo. La regina di Ceolred, Wereburga, era figlia della cugina di Ælfwald Eormenilda di Kent, badessa di Ely (che era stata precedentemente sposata con lo zio di Ceolred, Wulfhere di Mercia). Ely era patrimonio dell'Anglia orientale, poiché il monastero era stato fondato da Eteldreda, zia materna di Eormenilde, e figlia di Anna dell'Anglia orientale.

## L'ascesa di Æthelbald
L'appropriazione da parte di Ceolred delle proprietà monastiche creò un certo distacco nei confronti del suo popolo. Così come la sua persecuzione di un lontano cugino, Ætelbald (nipote del fratello di Penda Eowa) che spinse l'uomo a rifugiarsi nel Fen presso Crowland, dove Guthlac, altro discendente della casata reale di Mercia, viveva come eremita insieme ad un gruppo di religiosi. L'influenza dell'Anglia orientale era molto forte nella regione di Crowland, e quando Guthlac morì nel 714 la badessa Ecgburgh fece erigere una tomba di pietra in suo onore. Ceolred morì nel 716 (completamente impazzito ed in preda alla blasfemia, secondo le cronache), e gli eredi della casata di Penda dopo di lui furono privati del loro potere portando l'intera casata all'estinzione, così che Æthelbald poté emergere come nuovo sovrano di Mercia. Subito dopo fece ricca la chiesa di Crowland.

## LaVita di Guthlac
Æthelbald (il quale visse fino al 757) portò il dominio di Mercia a nuovi altezze, ma non dimenticò mai il suo debito nei confronti di Crowland e dell'Anglia orientale. La prima Vita di Guthlac, scritta in latino dal monaco dell'Anglia orientale Felix subito dopo la morte di Gutlac, è dedicata al signore di Felix il Re Ælfwald (del quale difende i diritti sulla sovranità sull'Anglia orientale), e parla dell'esilio di Æthelbald.
Felix poté attingere alle opere di Beda e di Sant'Aldelmo, di una Vita di san Furseo, e delle opere in latino di San Gerolamo, Sant'Atanasio e Gregorio Magno. Seguirono versioni verseggiate in inglese antico della Vita, mostrando il vigore dell'epica vernacolare in stile elegiaco, tanto che il Newton ha suggerito quel regno come un possibile orizzonte per la formulazione del poema in anglosassone Beowulf.

## I vescovi sotto il regno di Ælfwald
A seguito della suddivisione del seggio vescovile di Dommoc intorno al 673, Æcci succedette a Bisi, e durante il regno di Ealdwulf, Æscwulf succedette ad Æcci.
Al Concilio di Clofeshoh nel 716 Heardred appare detenere il vescovato di Dommoc, mentre Nothberht era presente in qualità di vescovo della diocesi settentrionale di Helmham, dopo essere succeduto a Baduwine (nominato intorno al 673). Poco più tardi, durante il 720, Cuthwine divenne vescovo di Dommoc. Egli compì un viaggio a Roma dal quale ritornò con alcuni libri illustrati tra i quali una Vita e opere di San Paolo, e probabilmente anche una copia degli Epigrammata di Prospero d'Aquitania oltre al Carmen Paschale di Sedulio. Il vescovo Cuthwine era conosciuto da Beda il Venerabile e nella sua Storia Ecclesiastica nel 731 Beda fa il nome di Aldberct in qualità di vescovo di Dommoc, e di Hathulac come vescovo di Helmham. Dal 746/7 un secondo Heardred divenne vescovo di Dommoc.

## L'albero genealogico di Ælfwald
La catena dinastica dell'Anglia Orientale viene fatta partire nell'Anglian Collection proprio da Ælfwald, indicando così che quest'opera sia stata commissionata proprio da lui intorno al 726 (Dumville), tuttavia ciò non sta ad implicare necessariamente che egli sia stato l'ultimo discendente di Wuffa dell'Anglia orientale. L'albero genealogico mostra Ælfwald in qualità di figlio o affiliato di Ealdwulf, di Ethilric, di Eni, di Tyttla, di Wuffa, di Wehha, di Wilhelm, di Hryp, di Hrothmund, di Trygil, di Tyttman, ed infine di Caser (Cesare) e di Woden. È molto probabile che Beda sia venuto a conoscenza di Eni e Tyttla da questa fonte. Anche la Historia Brittonum (scritta probabilmente intorno agli inizi del IX secolo) presenta una genealogia simile intitolata de ortu regum Estanglorum che si sviluppa come segue: Woden (genuit, begat) Casser, generò Titinon, che generò Trigil, che generò Rodmunt, che generò Rippan, che generò Guillem Guechan. Egli per primo governò in Britannia sul popolo dell'Anglia orientale. Guecha generò Guffa, che generò Tydil, che generò Ecni, che generò Edric, che generò Aldul, che generò Elric. Questa versione in gallese presenta un notevole interesse per le sue implicazioni fonetiche. Non è tuttavia certo se l'ultimo nome presente nella lista. ovvero Elric, sia un errore per indicare Ælfwald, o se invece Ælfwald avesse un fratello di nome Ælric o Æthelric con il quale condivideva lo stesso albero genealogico.

## La seconda fondazione di Gipeswic (Ipswich)
Alcuni scavi archeologici hanno rivelato che la parte centrale della città di Ipswich fu costruita durante il regno di Ælfwald. Probabilmente questo perché in quanto fulcro commerciale del suo regno, la città era particolarmente degna delle attenzioni e del patronato di questo sovrano. Una griglia rettangolare di strade univa i luoghi dedicati alle attività commerciali del molo verso nord a un'antica via che abbandonava la città sia verso est che verso ovest verso la valle circostante. Questo ulteriore sviluppo investì anche il territorio precedentemente utilizzato come luogo di sepoltura.
Il molo di Gipeswic continuò a svilupparsi in una forma molto simile a quella del molo di Dorestad (una città portuale a sud di Utrecht), che fu probabilmente all'epoca la sua principale partner commerciale. Il traffico marittimo nel Mare del Nord tra la Britannia orientale e il continente divenne sempre più intenso, così come le missioni cristiane dei monaci inglesi in terra di Frisia e in alcune zone della Germania, forse per controbilanciare l'espansione militare dei Franchi guidata da Pipino di Heristal e dai suoi successori. Ælfwald fu contemporaneo di Carlo Martello.
La griglia di strade, parte della quale è tuttora esistente nella moderna città, venne suddivisa in quadrati o insulae, con le abitazioni direttamente adiacenti alle strade lastricate. L'industria ceramica cittadina fiorì notevolmente dopo queste opere edilizie, sviluppando di conseguenza altre attività artigianali e produttive.
Intorno al 740 venne consacrata la prima chiesa a San Mildred, quando le sue reliquie vennero traslate a Minster-in-Thanet (Kent) dalla badessa che le succedette, di nome Eadburgh. Altre chiese vennero dedicate a questa santa e tuttora esistono a Londra ed Utrecht.

## Conio
Il conio di sceatta d'argento o scellini aumentò al tempo di re Ælfwald, e diverse tipologie sono attribuite alla produzione dell'Est Anglia. la gran parte ricade in due gruppi principali, le serie di sceatta 'Q' ed 'R'. Nessuno dei due gruppi riporta nomi o titoli reali, e quindi si ignora da quale autorità fossero emesse. La serie 'Q', che ha qualche affinità con le tipologie del Northumbria, e la più uniformemente diffusa in Est Anglia occidentale lungo il margine delle paludi di Fenland tra The Wash e Cambridge. La serie 'R', con busto e stendardo, deriva da precedenti serie del Kent, e si diffuse soprattutto in Est Anglia centrale e settentrionale, compresa l'area di Ipswich. Sono stati suggeriti diversi centri quali possibili sedi di zecche per la produzione di monete. Lo sceatta 'porcospino' dell'area franco-frisone, un conio continentale transfrontaliero, veniva battuto anche in Est Anglia. Diversi scavi di aree padronali, forse usate come mercati, mostrano particolari accumuli di monete e piccoli attrezzi metallici, segni di uno sviluppo economico di quel periodo che tuttavia oggi non riusciamo a comprendere pienamente.

## Corrispondenza con San Bonifacio
Ci è pervenuta una lettera scritta da Ælfwald a San Bonifacio (superiore della missione continentale inglese) alla vigilia dell'importante concilio ecclesiastico di Clofeshoh, svoltosi intorno al 747. Essa ci svela sia la padronanza che il re aveva del latino diplomatico che la sua deferenza nei confronti di Bonifacio, da lui sostenuto in due questioni cruciali del concilio, l'uniformità della preghiera ortodossa nel settimanale delle congregazioni monastiche e l'inclusione di preghiere per conto del re e dei suoi consiglieri (ealdormen). La versione che vuole che la lettera parli di sette monasteri nel suo reame deve considerarsi inesatta. Il vivente legame di sangue con l'età del Re Anna si spezzò infine nel 743, quando la sua figlia minore, badessa Wihtburgh morì nel suo monastero di East Dereham (Norfolk).
Ælfwald morì nel 749, e non sappiamo se ebbe a lasciare alcun erede diretto immediato.

## Fonti
- Anglo-Saxon Chronicle.
- Beda, Historia Ecclesiastica Gentis Anglorum, Ed. B. Colgrave and R.A.B. Mynors (Oxford 1969).
- M. Anderton (Ed.), Anglo-Saxon Trading Centres: Beyond the Emporia (Glasgow 1999).
- B. Colgrave (Ed.), Felix's Life of Guthlac (Cambridge 1956).
- D.N. Dumville, 1976, The Anglian Collection of Royal Genealogies and Regnal Lists, Anglo-Saxon England 5, 23-50.
- J. Hines, K. Hoyland Nielsen and F. Siegmund (Eds.), The Pace of Change. Studies in Early Mediaeval Chronology 4 (1985).
- R. Hodges, Dark Age Economics: The Origins of Towns and Trade AD 600-1000 (London 1982).
- D.M. Metcalf, Thrymsas and Sceattas in the Ashmolean Museum, Oxford (3 Vols.) (London 1993).
- D.M. Metcalf, 2000, Determining the mint-attribution of East Anglian sceattas through regression analysis, British Numismatic Journal 70, 1-11.
- J. Morris, Nennius, British History and The Welsh Annals edited and translated (Phillimore, London and Chichester 1980). ISBN 0-85033-298-2
- S. Newton, The Origins of Beowulf and the Pre-Viking Kingdom of East Anglia (D.S. Brewer, Cambridge 1993). ISBN 0-85991-361-9
- S.J. Plunkett, 2001, Some recent metalwork discoveries from the area of the Gipping valley, in P. Binski and W. Noel (Eds.), New Offerings, Ancient Treasures, 61-87 (Sutton, Stroud).
- S. Plunkett, Suffolk in Anglo-Saxon Times (Tempus, Stroud 2005).
- K. Wade, Gipeswic: East Anglia's first economic capital, 600-1066, in N. Salmon and R. Malster (Eds.), Ipswich from the First to the Third Millennium, 1-6. (Ipswich 2001).
- D. Whitelock, 1972, The Pre-Viking age church in East Anglia, Anglo-Saxon England 1, 1-22 (Cambridge).